# The Neptunes
I Neptunes sono un duo di produttori musicali statunitense composto da Pharrell Williams e Chad Hugo, che ha lavorato con alcuni dei più famosi artisti hip hop ed R&B.

## Storia

### Formazione
Pharrell e Chad si incontrano, nonostante frequentino scuole diverse, nell'ambito di un laboratorio di jazz all'età di 12 anni. Williams fa il batterista, Hugo suona il sassofono tenore. I due sono anche membri di una banda musicale. Negli anni novanta Chad and Pharrell formano un quartetto "Stile R&B" assieme a Shae Haley e Mike Etheridge, che battezzeranno The Neptunes. Grazie ad un concorso locale per talenti musicali, il gruppo viene scoperto da Teddy Riley, il cui studio è vicino alla scuola frequentata da Pharrell. Dopo il diploma di scuola superiore, il gruppo si segna sotto l'etichetta di Riley.

### Prime produzioni (1992-98)
Con il lavoro fatto assieme a Ted Riley, Pharrell arriva a scrivere versi per Riley, sulla hit dei Wreckx-N-Effect del 1992 Rump Shaker. Nel 1994, Hugo e Williams fondano ufficialmente il loro duo di produzione musicale chiamandolo The Neptunes e producendo Tonight's The Night, dall'album Blackstreet dell'omonimo gruppo di cui farà parte Riley. Nel corso dei tre anni successivi, il duo produce occasionalmente, alcuni di questi lavori non hanno molto feeling con l'attuale "sound" dei Neptunes, in particolare quelle legate alle SWV (1996). Tuttavia alcune come il pezzo di Ma$e del 1998 Lookin' At Me (dall'album del 1997 Harlem World) danno nettamente l'idea che il suono dei Neptunes vada affinandosi.

### Successo internazionale (1999-anni 2000)
La loro prima importante produzione, che diventa anche il primo segno distintivo del loro stile, arriva con il brano di N.O.R.E. Superthug nel 1998, che sale al n.36 della Billboard Hot 100, facendo guadagnare larga attenzione al duo per la prima volta. Successivamente i Neptunes lavorano intensamente con Kelis, producendo il suo primo album Kaleidoscope, e con Ol' Dirty Bastard per il disco Got your money, dove Kelis partecipa; seguito dal successo di Mystikal Shake Ya Ass , ed al singolo di Diddy chiamato Diddy. Kelis è una dei tanti artisti che Hugo e Williams hanno aiutato a lanciare, così come i Clipse, Vanessa Marquez e Justin Timberlake nella sua carriera come solista. Hanno inoltre contribuito al rilancio di star dell'hip hop come Snoop Dogg, Ol' Dirty Bastard (ODB), Robin Thicke e Mystikal.
Nel 2001 i Neptunes giungono alla consacrazione anche nel mondo del pop con il brano di Britney Spears I'm a Slave 4 U. L'anno successivo raggiungono la posizione #1 per la prima volta nelle classifiche USA con il singolo di Nelly Hot in Herre. Nell'agosto del medesimo anno, The Neptunes sono nominati "Producers of the Year" sia ai Source Awards che ai Billboard Music Awards. Nel 2003, pubblicano il loro primo album chiamato The Neptunes present... Clones, che contiene brani e remix di artisti della Star Trak, e giunge in cima alla classifica Billboard 200.
I Neptunes, nell'ambito dei Grammy Awards 2004, vincono due premi come Producer of the Year, Non-Classical e Best Pop Vocal Album per il lavoro con Justin Timberlake in Justified. Raggiungono poi la loro prima #1 inglese con Nelly ed il brano Flap Your Wings. Tra il 2004 e il 2005 il duo conquista la loro seconda e terza numero 1 nella Hot 100: Drop It Like It's Hot di Snoop Dogg e Hollaback Girl di Gwen Stefani.
Un'indagine dell'agosto 2003 ha svelato che i Neptunes hanno prodotto quasi il 20% delle canzoni suonate nelle radio britanniche, questa percentuale sale incredibilmente al 43% nelle radio statunitensi: un dominio senza precedenti che sottolinea gli effetti che hanno ottenuto nella produzione musicale di questi anni.

## Stile
Il suono dei Neptunes è caratterizzato da un nudo funk elettronico. Assieme a Timbaland e Dr. Dre sono la forza trainante dietro alla maggior parte delle innovazioni musicali nell'hip hop dei tardi anni novanta e decennio successivo, come l'introduzione di bizzarri effetti sonori, melodie mediorientali, percussioni esotiche.
Pharrell ha poi portato il ruolo di beatmaker sotto i riflettori, cantando e successivamente rappando sui dischi e apparendo nei video musicali.

## Discografia

### Album in studio
- 2003 - The Neptunes present... Clones

### Singoli
- 2003 – Frontin' (feat. Jay-Z)
- 2003 – Light Your Ass on Fire (feat. Busta Rhymes)
- 2003 – It Blows My Mind (feat. Snoop Dogg)
- 2003 – Hot Damn (feat. Clipse)
- 2020 – Pomegranate (con deadmau5)

#### Collaborazioni
- 2021 – Wasting Time (Brent Faiyaz feat. Drake e The Neptunes)